# Macuilquila, Ajalpan
Macuilquila är en ort i Mexiko.   Den ligger i kommunen Ajalpan och delstaten Puebla, i den sydöstra delen av landet, 250 km öster om huvudstaden Mexico City. Macuilquila ligger 2 173 meter över havet och antalet invånare är 131.
Terrängen runt Macuilquila är kuperad västerut, men österut är den bergig. Runt Macuilquila är det ganska tätbefolkat, med 144 invånare per kvadratkilometer. Närmaste större samhälle är Zongolica, 17,3 km norr om Macuilquila. I omgivningarna runt Macuilquila växer i huvudsak städsegrön lövskog.